# لیندا صرصور
لیندا صَرصور کنشگر سیاسی اهل ایالات متحدهٔ آمریکا است که یکی از سازمان‌دهندگان راه‌پیمایی ۲۰۱۷ زنان، روز بی‌زن ۲۰۱۷، راهپیمایی ۲۰۱۹ زنان و نیز مدیرِ اجراییِ پیشینِ انجمن عرب-آمریکایی نیویورک بود. نام او و دیگر سرپرستان راهپیمایی زنان در فهرست «۱۰۰ فرد تأثیرگذار» سال ۲۰۱۷ مجلهٔ تایم آمده‌است.
صرصور مسلمان و فلسطینی‌تبار است. او نخستین‌بار به‌دلیل اعتراض به زیرنظرگیری مسلمانان آمریکایی توسط پلیس، مورد توجه قرار گرفت. از آن پس، در دیگر مسائل حقوق مدنی درگیر شد؛ از جمله خشونت پلیس، فمینیسم، سیاست مهاجرت و بازداشت‌های دسته‌جمعی. او تظاهرات جان‌های سیاه مهم هستند را نیز سازمان داد و شاکی اصلی در پروندهٔ اعتراض به قانون ممنوعیت سفر ترامپ بود.
صرصور از فلسطینیان سرزمین‌های اشغالی اسرائیل جانبداری کرده و پشتیبانی خود را از کارزار بی‌دی‌اس علیه اسرائیل نشان داده‌است. به‌دنبال مناقشه‌ای دربارهٔ رسیدگیِ سازمان راهپیمایی زنان به اتهامات یهودستیزی، صرصور و باب بلند و تامیکا مالوری در سپتامبر ۲۰۱۹ از این سازمان کناره گرفتند.

## از کودکی تا جوانی
صرصور به‌سال ۱۹۸۰ در بروکلین به‌دنیا آمد. او یکمین بچه از هفت فرزند مهاجران فلسطینی بود. پدرش سوپرمارکت کوچکی در کراون هایتس بروکلین به‌نام «لیندا» داشت. صرصور در سانست پارک بروکلین بزرگ شد و در دبیرستان جان جی پارک اسلوپ درس خواند. پس از دبیرستان، دوره‌هایی را در کالج کینگزبارو و کالج بروکلین گذراند، با این هدف که آموزگار زبان انگلیسی شود.

## زندگی سیاسی

### انجمن عرب-آمریکایی نیویورک
ازجمله نخستین کنش‌های صرصور، جانبداری از حقوق مدنی مسلمانان آمریکایی پس از یورش‌های ۱۱ سپتامبر بود. اندکی پیش از حادثهٔ ۱۱ سپتامبر، یکی از بستگانش به‌نام بَسِمه عَطوه، که انجمن عرب-آمریکایی نیویورک را بنیان گذاشته بود، از او خواست برای عضویت در این انجمن داوطلب شود. عطوه سیاستمداری سرشناس بود (چیزی غیرمعمول برای زن مسلمان) و راهنمای صرصور شد.
در سال ۲۰۰۵، یک روز که صرصور و عطوه از مراسم بازگشایی موزهٔ ملی عرب-آمریکایی در دیربورن بازمی‌گشتند، ماشینشان با یک تراکتور تصادف کرد. عطوه براثر جراحت‌ها جان باخت و دو سرنشین دیگر نیز دچار شکستگی استخوان شدند. صرصور، که راننده بود، آسیب جدی ندید. او خیلی زود سر کار بازگشت و با یادی از عطوه گفت: «اینجا جایی است که او می‌خواست من باشم». او در سن ۲۵ سالگی به‌جای عطوه به عنوان مدیر اجرایی انجمن برگزیده شد. طی سال‌های بعد، او دامنهٔ کارهای انجمن را گستراند و بودجه آن را از ۵۰٬۰۰۰ دلار به ۷۰۰٬۰۰۰ دلار در سال رساند.
صرصور در آغاز به‌دلیل اعتراض به زیرنظرگیری مسلمانان آمریکایی توسط پلیس، مورد توجه قرار گرفت. او، به‌عنوان مدیر انجمن عرب-آمریکایی نیویورک، از تصویب قانون ایمنی جامعه در نیویورک پشتیبانی کرد. برپایهٔ این قانون، دفتر مستقلی ایجاد شد تا سیاست پلیس را بررسی کند و محدودهٔ پرونده‌سازی مغرضانه در ایالت را بگستراند. او، به همراه انجمن، با دیدن مواردی که از نظرشان رفتار تبعیض‌آمیز پلیس در برزن‌های ناحیه بود، برای تصویب این قانون پافشاری کردند؛ و اعتراضات مایکل بلومبرگ، شهردار وقت و ریموند کلی، رئیس پلیس وقت، هم به جایی نرسیدند. صرصور در کارزاری موفقیت‌آمیز برای به‌رسمیت‌شناختن تعطیلات اسلامی در مدارس دولتی شهر نیویورک حضور داشت، که برگزاری عید قربان و عید فطر از سال ۲۰۱۵ منجر شد.
برپایهٔ جستاری از نیویورک تایمز در سال ۲۰۱۷، صرصور «به مسائلی مانند سیاست مهاجرت، بازداشت‌های دسته‌جمعی، ایستاندن-و-بازرسیدن و زیرنظرگیری مسلمانان توسط ادارهٔ پلیس شهر نیویورک پرداخته‌است - بنابراین برایش عادت شده‌است که نکوهش‌هایش آمیخته‌به‌نفرت باشند».
برخی صرصور را همچون نماد نیروبخشی و «شکستن کلیشه‌های مربوط‌به زنان مسلمان» ستوده‌اند. صرصور در مناظره‌ای با مسیح علی‌نژاد دربارهٔ حجاب، گفت که از دید او حجاب عملی دینی است، نه نماد سرکوب؛ و به تجربه‌های زنان محجبه از اسلام‌هراسی در غرب اشاره کرد. علی‌نژاد او را به استانداردهای دوگانه متهم کرد و گفت بیشتر مسلمانان غربی، به‌ویژه صرصور، اغلب در محکومیت حجاب اجباری در خاورمیانه کوتاهی می‌کنند. علی‌نژاد همچنین گفت که اگر صرصور دغدغهٔ حقوق زنان را دارد، نمی‌تواند حجاب را، «که آشکارترین نماد سرکوب در خاورمیانه است»، به‌عنوان نماد مقاومت به‌کار ببرد.

### جان‌های سیاه مهم هستند
به‌دنبال تیراندازی به مایکل براون، صرصور به سازمان‌دهی اعتراضات جان‌های سیاه مهم هستند کمک کرد. او به تشکیل «مسلمانان برای فرگوسن» کمک کرد و در سال ۲۰۱۴ به‌همراه دیگر کنشگران به فرگوسن رهسپار شد. از آن زمان، او همکاری‌های بسیاری با جنبش جان‌های سیاه مهم هستند داشته‌است. صرصور همواره در تظاهرات این جنبش شرکت کرد و یکی از کارشناسان تولویزیونی پُرکار دربارهٔ فمینیسم شد.

### حزب سیاسی
صرصور یکی از هموندان حزب سوسیال-دموکراتیک آمریکا است. در سال ۲۰۱۶، او برای عضویت در کمیتهٔ بخش‌داری در حزب دموکرات کینگز کاونتی نیویورک نامزد شد، و در جایگاه سوم قرار گرفت. او دربارهٔ کنش‌هایش برای ساختن جنبشی ترقی‌خواه در آمریکا سخن رانده، و توسط سیاستمداران و کنشگران لیبرال تحسین شده‌است. در سال ۲۰۱۲ و دورهٔ ریاست‌جمهوری باراک اوباما، کاخ سفید صرصور را «قهرمان تغییر» نامید. او یکی از معاونان سناتور برنی سندرز، در زمان کارزار او برای انتخابات ریاست جمهوری ۲۰۱۶، بود.

### رهبری راهپیمایی زنان

#### راهپیمایی ۲۰۱۷ زنان

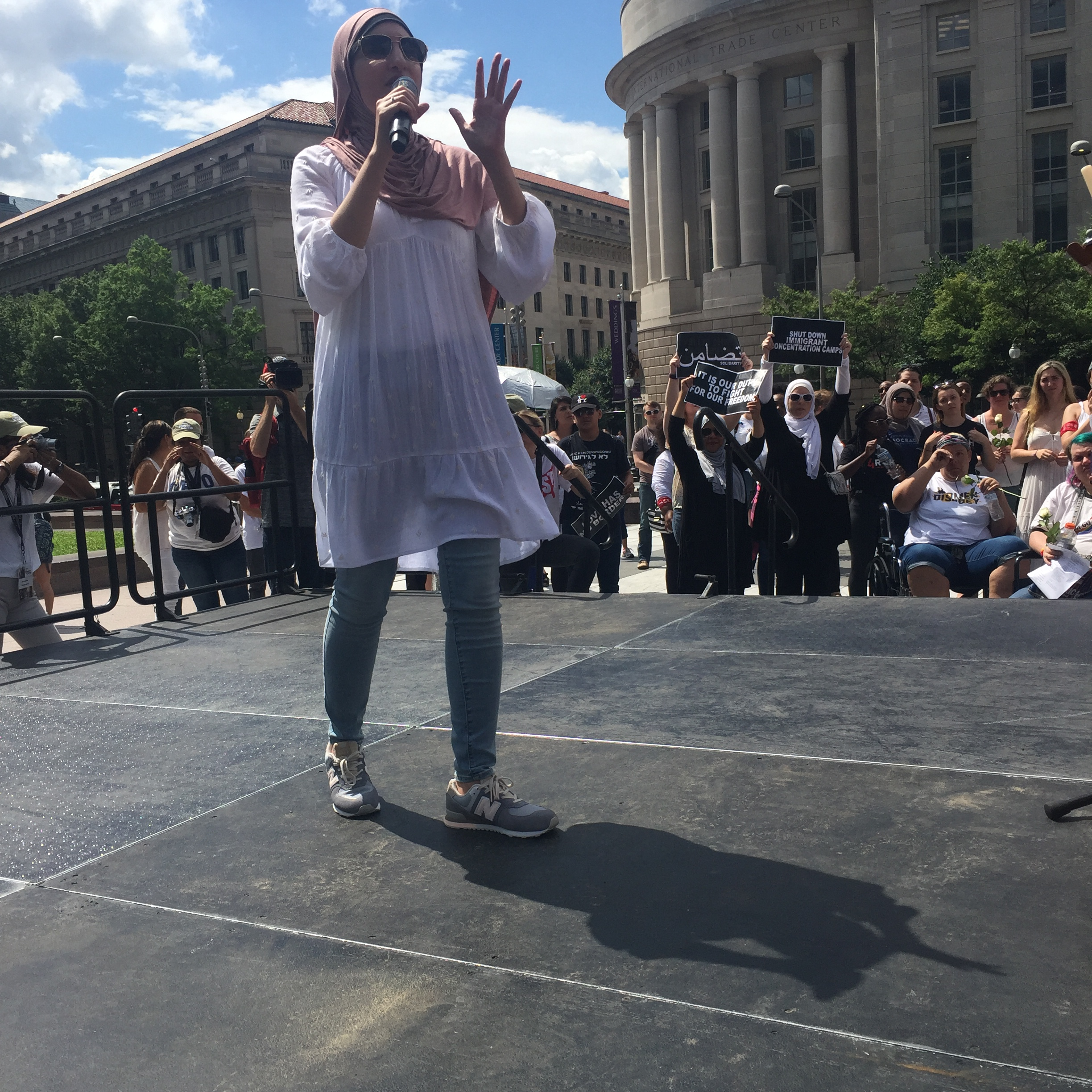
سخنرانی صرصور در تظاهراتی علیه دونالد ترامپ، رئیس‌جمهور وقت آمریکا.

ترزا شوک و باب بلند، سازمان‌دهندگان راهپیمایی ۲۰۱۷ زنان، صرصور را، به‌عنوان یکی از سرپرستان رویدادی که قرار بود روزِ پس از تحلیف دونالد ترامپ برگزار شود، به عضویت گروهشان درآوردند. به گفتهٔ تیلور گی از پُلیتیکو، در آن زمان صرصور به «چهرهٔ بحث‌برانگیز مقاومت» دربرابر ترامپ تبدیل شده بود و «برای صرصور، ترامپ پس از سال‌ها ایستادگیِ کسانی انتخاب شد که از آنان بدگویی کرده بود - نه تنها زنان، بلکه مسلمانان، مهاجران و نیز سیاه‌پوستان آمریکایی. او به‌لطف روابطش با کنشگرانی از سرتاسر کشور، توانست گروه‌های گوناگون را در دورهٔ سرگردانیِ پس از انتخابات برانگیزد». صرصور فعالانه با جلوگیری دولت ترامپ از آمدن شهروندان چندین کشور با اکثریت مسلمان مخالفت کرد و در دعوایی حقوقی، که آن را شورای روابط آمریکایی-اسلامی طرح کرد، به عنوان شاکی اصلی معرفی شد. در پروندهٔ «صرصور دربرابر ترامپ»، شاکیان استدلال کردند که ممنوعیت سفر باید لغو شود، زیرا این قانون تنها برای دور نگه‌داشتن مسلمانان از آمریکا بود.
به نوشتهٔ ملیسا هریس پری، در میان رهبران راهپیمایی ۲۰۱۷ زنان، صرصور «معتبرترین آماج نیش‌وکنایه‌های مردم» در سالِ پس‌از راهپیمایی بود. صرصور، به‌دلیل رهبری‌اش در راهپیمایی زنان، آماج تهدیدهای خشونت‌آمیز در رسانه‌های اجتماعی شد. رسانه‌های محافظه‌کار هم به او حمله‌های شخصی کردند؛ از جمله گزارش‌های نادرستی که او از داعش پشتیبانی می‌کند و هوادار تحمیل قوانین اسلامی در آمریکا است. او گفت با اینکه راهپیمایی نقطهٔ عطفی در کارهایش بود، تاخت‌وتازهای رسانه‌ای پس از آن او را نسبت‌به امنیت خود نگران کردند. هوادارانش در توییتر هشتگ #IMarchWithLinda می‌زدند؛ از جمله شارون بروس از شورای ملی زنان یهودی، که با صرصور در سازماندهی راهپیمایی ۲۰۱۷ زنان همکاری کرد و سناتور آمریکایی برنی سندرز. نام صرصور، به‌همراه سه سرپرست دیگر راهپیمایی، پس از راهپیمایی ژانویه در فهرست «۱۰۰ نفر اثرگذار» مجلهٔ تایم آمد.
صرصور یکی از سرپرستان اعتصابات و اعتراضات روز بی‌زن در سال ۲۰۱۷ بود، که به مناسبت روز جهانی زن برگزار شد. طی تظاهراتی خارج از هتل و برج جهانی ترامپ در منهتن، او به‌همراه دیگر رهبران راهپیمایی ژانویهٔ زنان، از جمله باب بلند، تامیکا مالوری و کارمن پرز دستگیر شدند. او نافرمانی‌های مدنی دیگری را سازمان داد و در آنها شرکت کرد، که هدفشان اعتراض بود به اقدامات دولت ترامپ؛ از جمله پایان دادن به برنامهٔ داکا (که جلوی بازگرداندن مهاجران کم‌سال را می‌گرفت)، سیاست جداسازی خانواده برای مهاجران، و نامزدی برت کاوانا برای دادگاه عالی.
در سال ۲۰۱۷، صرصور در سخنرانی مقابل جامعهٔ اسلامی آمریکای شمالی، گفت مردم باید دربرابر ترامپ «بایستند»؛ او دولت ترامپ را سرکوب‌گر خواند و ایستادگی در برابر او را جهاد می‌دانست. صرصور روایتی از پیامبر اسلام بازگفت، که در آن پیامبر گفته‌است: «سخنِ راست نزد فرمانروا یا رهبر ستم‌پیشه، بهترین جهاد است». برخی رسانه‌ها و شخصیت‌های محافظه‌کار او را متهم کردند که با به‌کاربردنِ واژهٔ جهاد، خشونت را علیه رئیس‌جمهور برانگیخته‌است. صرصور و دیگر کارشناسان این تفسیر را رد کردند و تعهد او را به کنشگریِ به‌دورازخشونت بازگفتند و به این واقعیت استناد کردند که واژهٔ «جهاد» فی‌نفسه به کارهای خشونت‌آمیز گفته نمی‌شود. صرصور همچنین گفت از آن دسته افرادی نیست که به‌دنبال خشونت علیه رئیس‌جمهور باشد. او در جایی در واشینگتن پست نوشت که راست و اسلام‌گرایان افراطی واژهٔ جهاد را نادرست به‌کار می‌برند و استفادهٔ خودش از آن را «مشروع، هرچند بسیار بدفهمیده‌شده» دانست. برخی در رسانه‌های اجتماعی صرصور را به‌دلیل به‌کاربردنِ واژهٔ جهاد نکوهیدند، زیرا بیشتر مردم آن را با خشونت مرتبط می‌دانند؛ هرچند برخی دیگر از این کار او دفاع کردند.

#### راهپیمایی ۲۰۱۹ زنان
سپتامبر سال ۲۰۱۸، صرصور اعلام کرد که به‌همراه تامیکا مالوری، باب بلند و کارمن پرز، راهپیمایی ۲۰۱۹ زنان در واشینگتن را رهبری خواهد کرد. مدتی بعد در همان سال، صرصور و مالوری در کانون مناقشه قرار گرفتند، زیرا آنان از محکوم‌کردنِ علنیِ لوییس فراخان، رهبر امت اسلام، سرباززدند؛ کسی که مرکز حقوقی فقر جنوبی و اتحادیهٔ ضدافترا سخنانش را یهودی‌ستیزانه و همجنس‌گراستیزانه دانسته‌بودند. نوامبر سال ۲۰۱۸، ترزا شوک، بنیانگذار راهپیمایی، از صرصور و مالوری خواست از سِمَت خود کناره گیرند و از آنان خرده گرفت که «گذاشتند یهودستیزی، اِل‌جی‌بی‌تی‌کیوستیزی و سخنان زننده و نژادپرستانه بخشی از بنیاد شوند، زیرا راهشان را جدا نکردند از گروه‌هایی که این باورهای نژادپرستانه و زننده را پشتیبانی می‌کنند». صرصور نپذیرفت و گفت نکوهش او شاید به‌دلیل پشتیبانی‌اش از کارزار بی‌دی‌اس و نکوهش مالوری نیز به‌دلیل نژادپرستی بود. او بعدها از هواداران راهپیمایی پوزش خواست و ابراز پشیمانی کرد که او و مالوری «تعهد خود برای مبارزه با یهودستیزی را آشکار نکردند». او همچنین از اعضای ال‌جی‌بی‌تی‌کیو و یهودیان راهپیمایی پوزش خواست و گفت آنان را گرامی می‌دارد و برایشان «می‌جنگد». سپتامبر سال ۲۰۱۹، صرصور، به‌همراه باب بلند و تامیکا مالوری از سازمان راهپیمایی زنان کناره گرفت.

### موضع در برابر درگیری اسرائیل و فلسطین
هاآرتس صرصور را، به‌دلیل جانبداری از فلسطینیان در سرزمین‌های اشغالی اسرائیل، یکی از سرشناس‌ترین زنان فلسطینی‌تبار آمریکایی نامید، و نوشت برخی در احزاب میانی و راست به‌دلیل کنش‌های ضدصهیونیستی‌اش او را شخصیتی تفرقه‌انداز می‌دانند. صرصور گفته‌است برای منازعهٔ اسرائیل و فلسطین از چارهٔ یک‌کشوری پشتیبانی می‌کند؛ ولی حق موجودیت اسرائیل را به‌رسمیت می‌شناسد و از حماس و تشکیلات خودگردان فلسطینی پشتیبانی نمی‌کند. او افشاگری‌های پخش‌شده در رسانه‌های اجتماعی و وب‌سایت‌های محافظه‌کار دربارهٔ ارتباطش با حماس را رد کرد و آنها را «اخبار ساختگی» نامید. به‌گفتهٔ صرصور، برخی از بستگانش در سرزمین‌های اشغالی اسرائیل به‌اتهام هواداری از حماس بازداشت و زندانی شده‌اند، ولی داشتن هرگونه ارتباط با گروه‌های تندروی اسلامی را رد کرد. او گفت دوست دارد که اسرائیلی‌ها و فلسطینی‌ها همزیستی مسالمت‌آمیز و عادلانه‌ای با یکدیگر داشته باشند. به‌نقل از بروکلین ایگل، پشتیبانی صرصور از کارزار ریاست جمهوری برنی سندرز که یهودی است، دیدگاهش دربارهٔ حق موجودیت اسرائیل و رابطه‌اش با بیل دی بلازیو انتقاد برخی از اسلام‌گرایان را برانگیخته‌است.

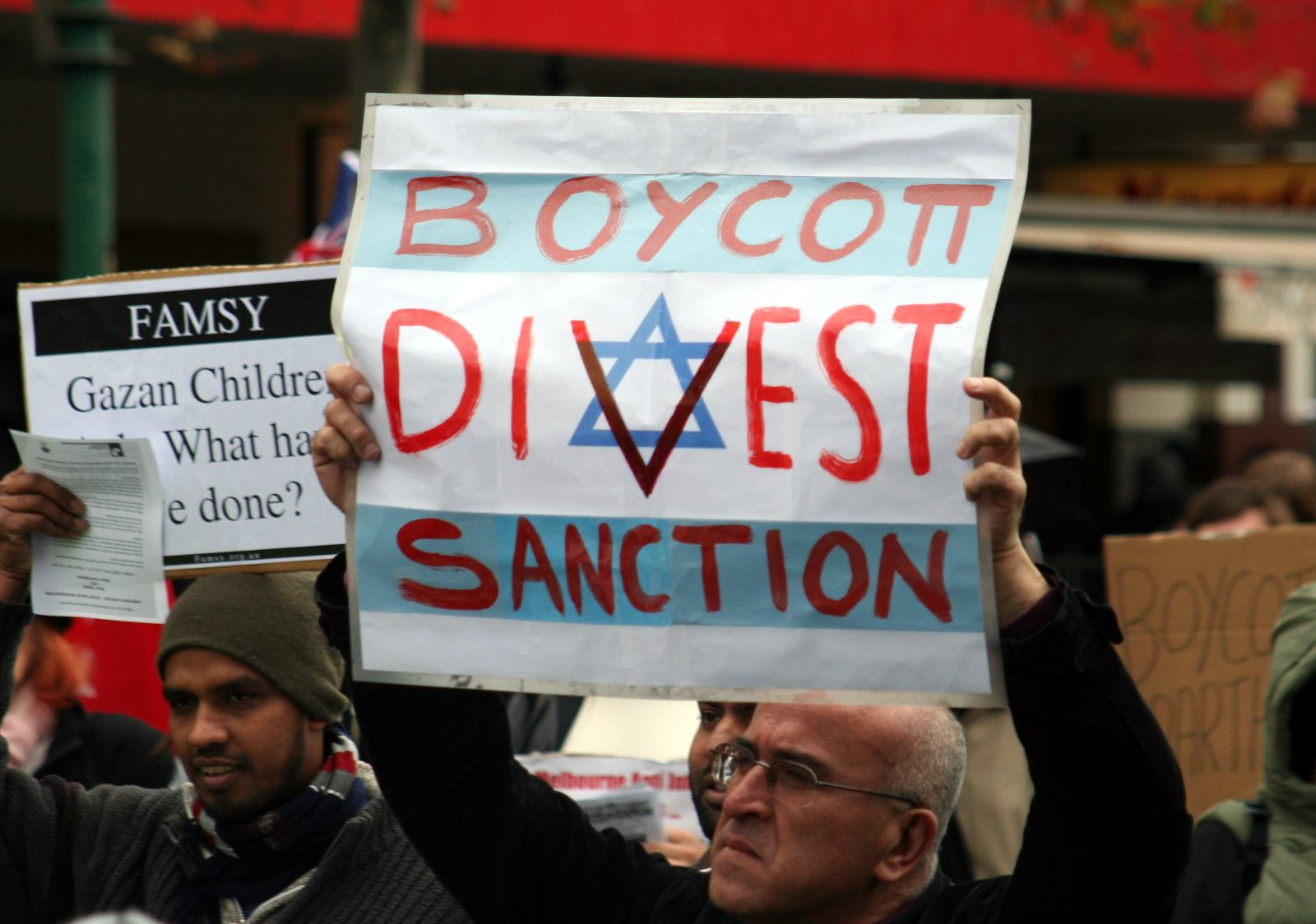
جانبداری صرصور از کارزار بی‌دی‌اس علیه اسرائیل، انتقاداتی را برانگیخت.

صرصور به هاآرتس گفت که منتقد اسرائیل است و همیشه نیز خواهد بود و تمام‌قد از کارزار بی‌دی‌اس علیه اسرائیل پشتیبانی می‌کند. سوناینا ماریا پشتیبانی صرصور از این کارزار را بخشی از سیاست فمینیستی او توصیف کرد. صرصور در یکی از مصاحبه‌های راهپیمایی ۲۰۱۷ به نِیشِن گفت به‌نظرش کسانی که از دولت اسرائیل پشتیبانی می‌کنند یا انتقاد نمی‌کنند، نمی‌توانند بخشی از جنبش فمینیسم باشند؛ به باور او، چنین کسانی حقوق زنان فلسطینی را نادیده گرفته‌اند.

#### روابط با گروه‌های مدافع یهودی-آمریکایی
صرصور به‌دلیل مواضعش دربارهٔ سیاست خاورمیانه، از جمله حمایت او از کارزار بی‌دی‌اس علیه اسرائیل توسط محافظه‌کاران آمریکایی، دموکرات‌های هوادار اسرائیل، و نیز برخی کنشگران صهیونیستی نکوهیده شده‌است. گاردین نوشت که صرصور «آماج همیشگی سازمان‌های فشارآورندهٔ اسرائیل است». برپایهٔ بررسی‌های هاآرتس، یک شرکت اطلاعاتی خصوصی اسرائیلی از صرصور و خانواده‌اش جاسوسی کرده‌است تا اطلاعات آسیب‌زننده گرد آوَرَد. گروه اکت-ایل پرونده‌ای را به اشتراک گذاشت، که آن را به‌کار بردند تا دانشگاه‌های آمریکایی را از اجازه به صرصور برای سخنرانی در محوطهٔ دانشگاه منصرف کنند.
صرصور با گروه‌های یهودی جناح چپ، از جمله صدای یهود برای صلح و یهودیان برای عدالت نژادی و اقتصادی همکاری داشته‌است. به‌گزارش هاآرتس، سازمان‌های یهودی جریان اصلی، به‌دلیل انتقادات او از اسرائیل و پشتیبانی‌اش از کارزار بی‌دی‌اس، «تا مدت‌ها فاصلهٔ خود را با او نگه می‌داشتند». به‌گفتهٔ آژانس تلگرافی یهود، یهودیان ترقی‌خواه حاضر هستند ضدصهیونیست‌بودن او را نادیده بگیرند، ولی یهودیان جناح راست و برخی یهودیان میانه‌رو چنین نیستند. دو مدیر اتحادیهٔ ضدافترا به‌همراه رئیس سازمان صهیونیست آمریکا، مواضع او دربارهٔ اسرائیل را نکوهیده‌اند؛ مدیر اتحادیهٔ ضدافترا جاناتان گرینبلت گفت پشتیبانی صرصور از کارزار بی‌دی‌اس یهودستیزی را تشویق و تزیید می‌کند. صرصور در یک پست فیس‌بوک از الهان عمر دفاع کرد و انتقاداتی را، که عمر برای پشتیبانی از کارزار بی‌دی‌اس دریافت کرده بود، نسبت داد به «افرادی که خود را ترقی‌خواه نشان می‌دهند، ولی همیشه وفاداری به اسرائیل را بر پایبندی به دموکراسی و آزادی بیان ترجیح می‌دهند». در واکنش به این پست، کمیتهٔ یهودیان آمریکا او را متهم کرد که شعارهای یهودی‌ستیزانه به‌کار برده‌است. صرصور اتهامات یهودستیزی را رد کرد و گفت انتقادش از دولت اسرائیل با بیزاری از یهودیان اشتباه گرفته‌شده‌است. در واپسین روزهای ژانویهٔ ۲۰۱۹، صرصور را نکوهیدند که در بیانیه‌اش برای روز جهانی یادبود هولوکاست از یهودیان نام نبُرد؛ و برخی از کارشناسان بهٔاد آوردند که در سال ۲۰۱۷، او دونالد ترامپ را یهودستیز خواند، زیرا در بیانیه‌اش برای روز یادبود هولوکاست از یهودیان نام نبُرده بود.

#### سخنرانی در جشن فارغ‌التحصیلی دانشگاه شهری نیویورک
زمانی که صرصور برای سخنرانی در جشن فارغ‌التحصیلی دانشگاه شهری نیویورک در ژوئن ۲۰۱۷ برگزیده‌شد، برخی محافظه‌کاران به‌شدت مخالفت کردند. داو هیکیند، نمایندهٔ ایالتی حزب دموکرات در نیویورک، برای اعتراض به این گزینش به فرماندار اندرو کومو نامه‌ای فرستاد، که توسط ۱۰۰ نفر از بازماندگان هولوکاست امضا شده‌بود. اعتراض هیکیند برپایهٔ یکی از سخنرانی‌های صرصور به‌همراه رسمیه عوده بود، کسی که توسط دادگاهی اسرائیلی محکوم شد به شرکت در بمب‌گذاری سال ۱۹۶۹ که به کشته‌شدن دو غیرنظامی انجامید.
صرصور گفت هیچ اشتباهی مرتکب نشده‌است که پوزش بخواهد و درستی محکومیت عوده را زیر سؤال برد. او واکنش انتقادی به سخنرانی‌اش را مربوط‌به نقش چشمگیر خود در سازمان‌دهی راهپیمایی ۲۰۱۷ زنان دانست. رئیس دانشگاه، سرپرست کالج و گروهی از استادان و نیز برخی گروه‌های یهودی، از جمله یهودیان برای عدالت نژادی و اقتصادی، از حق او برای سخنرانی دفاع کردند. گروهی از یهودیان چپ‌گرای برجسته، با امضای نامه‌ای سرگشاده، حملات به صرصور را محکوم کردند و قول دادند به‌خاطر عدالت با او همکاری کنند. جاناتان گرینبلات از اتحادیهٔ ضدافترا، از حق سخنرانی صرصور طبق متمم اول قانون اساسی دفاع کرد، در حالی که با دیدگاه‌هایش دربارهٔ اسرائیل مخالف بود. تجمعی برای پشتیبانی از صرصور جلوی ساختمان شهرداری نیویورک برگزار شد. فرِد اسمیت جونیور، پژوهشگر قانون اساسی، این مناقشه را به مباحثات گسترده‌تری بر سر آزادی بیان در آمریکا مربوط دانست. سرانجام صرصور نطقش را در ۲ ژوئن ۲۰۱۷ ایراد کرد.

### اظهار نظر دربارهٔ آیان حرصی علی
در سال ۲۰۱۱، صرصور با اشاره به آیان حرصی علی، کنشگر سومالیایی‌تبار و منتقد برجستهٔ اسلام و بریجیت غابرییل، کنشگر محافظه‌کار، در توئیتی نوشت: «ک*نش می‌خاره. کاش می‌شد واژن‌هایشان را بردارم - آنها سزاوار زن‌بودن نیستند». او با هر این دو زن در رادیو یا تلویزیون مناظره کرده بود و گفت بحث سر بالابردن ایدهٔ زن‌ستیزی اسلام توسط حرصی علی و غابرییل متمرکز بود. در پاسخ، حرصی علی او را «فمینیست‌نما» خواند و به خاطر دفاع از شریعت نکوهید. در سال ۲۰۱۷، صرصور به واشینگتن پست گفت که این توئیت (که تا آن زمان حذف شده بود) «احمقانه» بود و یادش نمی‌آید که آن را نوشته باشد. در همان سال، پرسش‌وپاسخی میان صرصور و یک کنشگر دانشجویی در کالج دارتموث درگرفت و از او دربارهٔ این توئیت سؤال شد. صرصور گفت که این را «مردی‌سفیدپوست» در جشن ماه میراث آمریکایی آسیا و اقیانوسیه پرسیده بود. این گفته‌اش انتقاداتی را درپِی داشت.

### گردآوری کمک‌های مالی
فوریه ۲۰۱۷، پس از آنکه در اقدامی ظاهراً یهودستیزانه به گورستانی یهودی در سنت لوئیس آسیب زدند، صرصور با دیگر کنشگران مسلمان همکاری کرد تا با راه‌اندازی پویش سرمایه‌گذاری جمعی، برای مرمت و بازسازی گورستان پول جمع کنند. میان دیگر دریافت‌کنندگان این مبلغ، گورستانی یهودی در کلرادو هم بود، که در ثبت ملی مکان‌های تاریخی فهرست شده‌است. این پروژه اندکی هیاهو به‌پا کرد، پس از آنکه داو هیکیند، نمایندهٔ نیویورک در مجلس، صرصور را متهم کرد که پول‌ها را برای خود نگه داشته‌است. صرصور این مناقشه را کار «صهیونیست‌های راست‌گرای آلترناتیو» دانست.
مخالفان محافظه‌کار صرصور، درخواست او را، برای کمک‌های مالی به کوشش‌های امدادی توفند هاروی، نکوهیدند؛ به‌گفتهٔ الکساندر نظریان از نیوزویک، این نشان می‌داد بیزاری جناح راست از صرصور بیشتر شده‌است. ام‌پاور چینج، گروهی که صرصور بنیان گذاشته‌است، نیز کوشید برای قربانیان تیراندازی در کنیسهٔ پیتسبورگ در سال ۲۰۱۸ پول جمع کند، که برخی پشتیبانان ترقی‌خواه صرصور آن را، در کنار پویش جمع‌آوری کمک‌های مالی برای گورستان سنت لوئیس، بهٔاد می‌آورند تا از او دربرابر اتهامات یهودستیزی دفاع کنند.

## زندگی شخصی
صرصور از سال ۲۰۱۱ در بِی ریجِ بروکلین زندگی می‌کند. او در ۱۷ سالگی ازدواج سنتی کرد و تا اواسط ۲۰ سالگی دارای سه فرزند شد. هم خانواده و هم شوهرش اهل شهر فلسطینی البیره، در کرانهٔ باختری و حدود ۱۴ کیلومتری شمال اورشلیم، هستند.
صرصور مسلمان است. او دربارهٔ زن در اسلام به واشینگتن پست گفت: «هستند افراد مسلمان و رژیم‌هایی که زنان را سرکوب می‌کنند. ولی من باور دارم که دین من، دینی نیروبخش است». او به‌انتخاب خودش حجاب دارد. صرصور استدلال می‌کند که قوانین و اصول دینی اسلام، موسوم‌به شریعت، بر نامسلمانان تحمیل نمی‌شود و اینکه مسلمانان باید از قوانین مدنی نیز پیروی کنند.

## واژه‌نامه
1. ↑  Linda Sarsour
2. ↑  Boycott, Divestment, Sanctions (BDS)
3. ↑  Bob Bland
4. ↑  Tamika Mallory
5. ↑  John Jay High School
6. ↑  Basemah Atweh
7. ↑  Michael Bloomberg
8. ↑  Raymond W. Kelly
9. ↑  Michael Brown
10. ↑  Bernie Sanders
11. ↑  Taylor Gee
12. ↑  Melissa Harris-Perry
13. ↑  «من با لیندا راه می‌پیمایم»
14. ↑  Sharon Brous
15. ↑  Carmen Perez
16. ↑  Deferred Action for Childhood Arrivals (DACA)
17. ↑  Ayaan Hirsi Ali
18. ↑  Brigitte Gabriel

### برای بیشتر خواندن
- لیندا صرصور (۱۴۰۰). کتاب ما اینجا نیستیم تا نظاره گر باشیم: یادبودی از عشق و مقاومت. ترجمهٔ فاطمه اردستانی. انتشارات کتاب کوله پشتی. شابک ۹۷۸-۶۰۰-۴۶۱۴۱۷-۷.

#### به انگلیسی
- Abrahamian, Atossa (2017-04-27). "Who's Afraid Of Linda Sarsour?". The Fader (به انگلیسی). No. 109.
- Amer, Sahar (2014). What is Veiling? (به انگلیسی). Edinburgh University Press. pp. 228–29. توضیح نقش صرصور در برنامه‌ای دربارهٔ حجاب
- "Linda Sarsour Gives CUNY Commencement Speech: 'Commit to Never Being Bystanders'". Time (به انگلیسی). New York. 2017-06-02.
- Mekhennet, Souad (2012-08-07). "Under Attack as Muslims in the U.S." The New York Times (به انگلیسی).
- "Secret Life of Muslims: Linda Sarsour". USA Today (به انگلیسی). 2017-05-01.